# Островец (Ивано-Франковская область)
Острове́ц (укр. Острівець) — село в Городенковской городской общине Коломыйского района Ивано-Франковской области Украины.
Население по переписи 2001 года составляло 649 человек. Занимает площадь 10,931 км². Почтовый индекс — 78150. Телефонный код — 03430.